# Universitat de Bangor
La Universitat de Bangor (en gal·lès: Prifysgol Bangor) és una universitat pública de Bangor, Gal·les. Va rebre la seva Carta Reial el 1885 i va ser una de les institucions fundadores de la Universitat federal de Gal·les.
Antigament coneguda com a University College of North Wales (UCNW; gal·lès: Coleg Prifysgol Gogledd Cymru), i més tard com a Universitat de Gal·les, Bangor (UWB; gal·lès: Prifysgol Cymru, Bangor), va adoptar el seu nom actual el 2007, ja que es va convertir en un organisme independent de la Universitat de Gal·les.